# NGC 5394
NGC 5394 est une galaxie spirale barrée située dans la constellation des Chiens de chasse. NGC 5394 a été découvert par l'astronome germano-britannique William Herschel en 1787.
NGC 5394 et NGC 5395 forment une paire de galaxies en interaction gravitationnelle qui figure dans l'atlas des galaxies particulières de Halton Arp sous la cote Arp 84. Arp note que NGC 5495 est une spirale avec une compagne de haute luminosité de surface à l'extrémité de l'un de ses bras.

## Description
Sa vitesse par rapport au fond diffus cosmologique est de 3 639 ± 14 km/s, ce qui correspond à une distance de Hubble de 53,7 ± 3,8 Mpc (∼175 millions d'al).
La classe de luminosité de NGC 5394 est II et elle présente une large raie HI. Elle renferme également des régions d'hydrogène ionisé. C'est aussi une galaxie lumineuse dans l'infrarouge (LIRG).
À ce jour, une mesure non basée sur le décalage vers le rouge (redshift) donne une distance d'environ 32,900 Mpc (∼107 millions d'al). Cette valeur est loin à l'extérieur des valeurs de la distance de Hubble. Notons que c'est avec la valeur moyenne des mesures indépendantes, lorsqu'elles existent, que la base de données NASA/IPAC calcule le diamètre d'une galaxie.

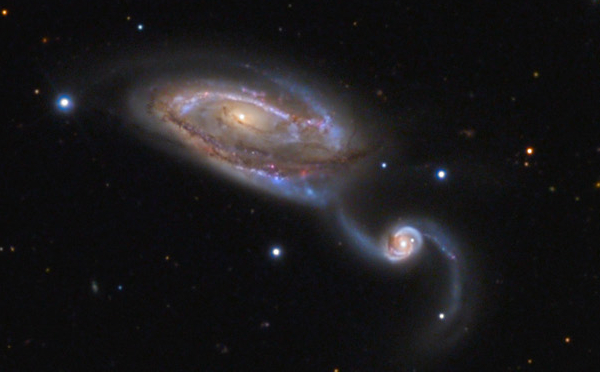
La paire de galaxies d'Arp 84 par le télescope spatial Hubble.
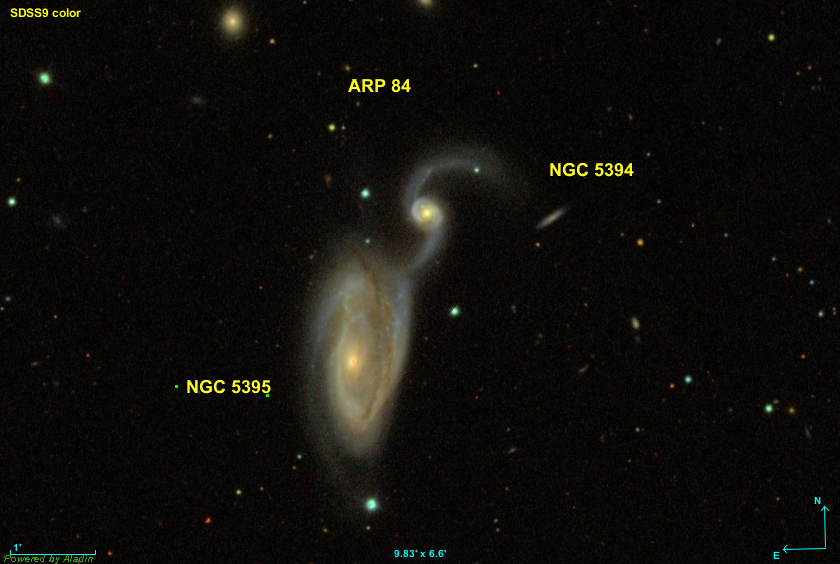
Arp 84 est la paire de galaxies NGC 5394 et NGC 5395.

## Groupe de NGC 5395
Selon A.M. Garcia, la galaxie NGC 5394 fait partie d'un groupe de galaxies qui compte au moins cinq membres, le groupe de NGC 5395. Les autres galaxies sont NGC 5341, NGC 5351, NGC 5395 et UGC 8806.
D'autre part, Abraham Mahtessian mentionne aussi ce groupe auquel il ajoute la galaxie NGC 5378 et NGC 5380. Ces deux dernières galaxies font partie d'un trio mentionnées par Garcia, le groupe de NGC 5378. Dépendant des critères de regroupement utilisés, ces deux groupes pourraient sans doute être réunis pour former un groupe de huit galaxies.